# Andrzej Goszczyński
Andrzej Goszczyński (ur. 4 marca 1957, zm. 21 lipca 2006) – dziennikarz, współtwórca Centrum Monitoringu Wolności Prasy.
Absolwent Wydziału Dziennikarstwa i Nauk Politycznych Uniwersytetu Warszawskiego, jeszcze podczas studiów pracował w „Na Przełaj” i w Programie III Polskiego Radia. Odbył staż dziennikarski w Bostonie. Publikował w „Rzeczpospolitej”, „Newsweeku”, „Polityce”, „Wprost” i „The Warsaw Voice”.
Ekspert w dziedzinie mediów, prawa prasowego i wolności informacji. Współtworzył Centrum Monitoringu Wolności Prasy przy Stowarzyszeniu Dziennikarzy Polskich, w latach 1996–2001 dyrektor centrum. Założyciel Obserwatorium Wolności Mediów.